# Římskokatolická farnost Moravec
Římskokatolická farnost Moravec je územním společenstvím římských katolíků v rámci žďárského děkanství brněnské diecéze s farním kostelem Nalezení svatého Kříže.

## Historie farnosti
Farní kostel je součástí zámku. Původně zde byla zámecká kaple z roku 1628, kde byly občas slouženy bohoslužby duchovními ze Strážku, kam byl Moravec přifařen. Samostatná duchovní správa byla zřízena až v roce 1784. Protože zámecká kaple farníkům nepostačovala, byla k ní roku 1794 přistavěna loď s kůrem a zřízen také boční oltář. Společně se zámkem kostel roku 1825 vyhořel, byl však hned opraven; byly pořízeny dva nové zvony. V roce 1852 byl kostel zcela obnoven a ozdoben. Další oprava kostela proběhla v letech 1882–1889. V roce 1900 byla přistavěna věž, v níž jsou umístěny celkem 3 zvony. Od roku 1976 nástupem duchovního správce Mons. Josefa Valeriána prošel celý kostel, uvnitř i zvenku, kompletní rekonstrukcí a výsledkem je dnešní podoba kostela.

## Duchovní správci
Od května 1976 do května 2015 byl farářem Mons. Josef Valerián.Od 1. června 2015 byl excurrendo administrátorem R. D. Mgr. Vít Fatěna. S platností od srpna 2018 byl ve farnosti ustanoven farářem R. D. Mgr. Michael Macek.

## Bohoslužby
| Kostel                     | Místo            | Bohoslužba (den)             | Hodina                 | Poznámka        |
| -------------------------- | ---------------- | ---------------------------- | ---------------------- | --------------- |
| Nalezení svatého Kříže     | Moravec          | neděle čtvrtek               | 9.30 18.00             | farní kostel    |
| Kostel svatého Bartoloměje | Bobrůvka         | sobota /s nedělní platností/ | 18.00                  | filiální kostel |
| Kaple sv. Prokopa          | Pikárec          | neslouží se pravidelně       | neslouží se pravidelně | obecní kaple    |
| Kaple sv. Anny a Floriána  | Radkov u Moravce | neslouží se pravidelně       | neslouží se pravidelně | obecní kaple    |

## Aktivity ve farnosti
Dnem vzájemných modliteb farností za bohoslovce a bohoslovců za farnosti brněnské diecéze je 31. květen. Adorační den připadá na 25. květen. Farnost je zapojená do projektu Noc kostelů.
Ve farnosti se pořádá tříkrálová sbírka. V roce 2016 se při sbírce vybralo v Moravci 22 973 korun.  O rok později dosáhl výtěžek sbírky v Moravci 23 613 korun. 